# ستاره‌ای به نام خورشید
| بررسی انتقادی | بررسی انتقادی |
| منبع          | رتبه‌بندی      |
| ------------- | ------------- |
| Allmusic      | [ ۱ ]         |

زوزدا پا ایمنی سونسه (روسی: Звезда по имени Солнце «ستاره‌ای به نام خورشید») آلبومی از گروه راک شوروی کینو است که در سال ۱۹۸۹ منتشر شد. به‌طور به‌ویژه برای اشعار گرایش دار آن به درگیری‌های شخصی افراد و جو تأمل‌برگیز، غمگین و گاهی شوم از آن یاد می‌شود.

## تاریخچه انتشار
این آلبوم اولین بار در سال ۱۹۸۹ به صورت نوار کاست و حلقه به حلقه منتشر شد و در کنسرت‌های گروه فروخته شد. تا سال ۱۹۹۳ که Moroz Records آن را بر روی وینیل منتشر کرد، انتشار مناسبی دریافت نکرد. جلد ۱۹۹۳ که دوباره منتشر شد، یک خورشید گرفتگی را به تصویر می‌کشد. در سال ۱۹۹۵، این آلبوم در آلمان به روی سی‌دی منتشر شد. این آلبوم اولین انتشار سی‌دی روسی خود را در سال ۱۹۹۶ دریافت کرد.
در سال ۲۰۱۹، آلبوم اصلی توسط Maschina Records بازسازی و دوباره منتشر شد. یوری کاسپاریان، Igor Tikhomirov، و پسر ویکتور تسوی، الکساندر، در فرایند تولید و تأیید شرکت داشتند.

## لیست آهنگ
1. "Песня без слов" (آواز بدون کلام) — ۵:۰۶
2. "Звезда по имени Солнце" (ستاره ای به نام خورشید) — ۳:۴۵
3. "Невесёлая песня" (آهنگ ناخوشایند) — ۴:۱۸
4. "Сказка" (داستان) — ۵:۵۸
5. "Место для шага вперёд" (فضایی برای یک قدم به جلو) — ۳:۳۹
6. "Пачка сигарет" (بسته سیگار) — ۴:۲۸
7. "Стук" (تقه) — ۳:۵۰
8. "Печаль" (غم) - ۵:۳۲
9. "Апрель" (آپریل) — ۴:۴۰

## پرسنل
- ویکتور تسوی - آواز، گیتار
- یوری کاسپاریان - گیتار لید
- ایگور تیخومیروف - گیتار بم
- گئورگی گوریانوف<span typeof="mw:Entity" id="mwNw">&nbsp;</span>– یاماها RX-5